# Sherri Saum
Sherri Michelle Saum (ur. 1 października 1974 w Dayton) – amerykańska aktorka. Odtwórczyni roli Leny Adams Foster w serialu familijnym Freeform The Fosters (2013–2018).

## Życiorys
Urodziła się w Dayton w stanie Ohio jako córka Niemki Lois Saum i Afroamerykanina. Wychowywała się z bratem Michaelem i siostrą Lisą. Po ukończeniu Fairmont High School, uczęszczała na Uniwersytet Stanu Ohio i New York University.
Początkowo pracowała jako modelka w czasie wakacji, później przeniosła się do Nowego Jorku i rozpoczęła współpracę z agencją Images Management. Szybko jednak porzuciła pracę modelki, aby poświęcić się aktorstwu. Wystąpiła w teledyskach: „As Long As I Can Dream” (1992) grupy Exposé, „Let Me Ride” (1993) rapera Dr. Dre i „What’s My Name?” (1993) Snoop Dogga. Wzięła udział w produkcjach filmowych: Niemoralna propozycja (1993), Impreza 3 (House Party 3, 1994) i Finding Home (2003). Jej pierwszą większą rolą telewizyjną była  Vanessa Hart w operze mydlanej NBC Sunset Beach, w której można ją było oryginalnie oglądać od 6 stycznia 1997 do 31 grudnia 1999. W 1999 była nominowana za nią do nagrody Emmy dla najlepszej młodej aktorki w serialu dramatycznym.
Od 19 czerwca 1999 do 6 lutego 2001 grała postać Casey Lennox w serialu Showtime Rekiny i płotki (Beggars & Choosers). Od 3 marca 1999 do 17 października 2002 występowała w roli Keri Reynolds w operze mydlanej ABC Tylko jedno życie, za którą wspólnie z Kamarem de los Reyesem zdobyła nominację do nagrody Emmy w kategorii ulubiona para Ameryki. Pojawiła się w serialu Czarodziejki (2001). W serialu stacji FX Wołanie o pomoc (2006–2007) została obsadzona w roli Natalie.

## Życie prywatne
Po długoletnim związku, 19 maja 2007 zawarła związek małżeński z Kamarem de los Reyesem, kolegą z planu serialu Tylko jedno życie, z którym ma bliźniaki Johna Rubéna i Michaela Luísa (ur. 13 maja 2014). W 2023 jej mąż zmarł na raka.

## Filmografia
| Rok       | Tytuł                                                                  | Rola                    |
| --------- | ---------------------------------------------------------------------- | ----------------------- |
| 1997–1999 | Sunset Beach                                                           | Vanessa Hart            |
| 1999–2001 | Rekiny i płotki (Beggars & Choosers)                                   | Casey Lennox            |
| 1999–2002 | Tylko jedno życie (One Life to Live)                                   | Keri Reynolds           |
| 2000      | Przyjaciółki (Girlfriends)                                             | Angela Anderson         |
| 2001      | Czarodziejki (Charmed)                                                 | Ariel                   |
| 2003      | Anne B. Real                                                           | Janet Gimenez           |
| 2003      | Finding Home                                                           | Candace                 |
| 2005      | Prawo i bezprawie (Law & Order: Trial by Jury)                         | Tiffany Jackson         |
| 2005      | Love & Suicide                                                         | Georgina                |
| 2006      | Drift                                                                  | Luna                    |
| 2006      | Love Monkey                                                            | Daria - Temp            |
| 2006      | Prawo i porządek: Zbrodniczy zamiar (Law & Order: Criminal Intent)     | Lydia Wyatt             |
| 2006–2007 | Wołanie o pomoc (Rescue Me)                                            | Natalie                 |
| 2007      | Poślubione armii (Army Wives)                                          | Vanessa Kelsing         |
| 2007      | Primal Scream                                                          | Katrina                 |
| 2009      | Terapia                                                                | Bess                    |
| 2009      | CSI: Kryminalne zagadki Miami (CSI: Miami)                             | Karen Ballard           |
| 2009–2010 | Plotkara (Gossip Girl)                                                 | Holland Kemble          |
| 2010      | Herosi (Heroes)                                                        | Kate Bennett            |
| 2010      | Gliniarz z Memphis (Memphis Beat)                                      | Melinda Connor          |
| 2010      | Magia kłamstwa (Lie to Me)                                             | Candice McCallister     |
| 2011      | Cała prawda (The Whole Truth)                                          | dr Christy Turner       |
| 2011      | Anatomia prawdy (Body of Proof)                                        | Nina Wheeler            |
| 2011      | Unforgettable: Zapisane w pamięci (Unforgettable)                      | Rosario Sanchez         |
| 2012      | CSI: Kryminalne zagadki Nowego Jorku (CSI: NY)                         | Elaine Moore            |
| 2013      | Zemsta (Revenge)                                                       | Donna Carlisle          |
| 2013–2018 | The Fosters                                                            | Lena Adams Foster       |
| 2014      | Prawo i porządek: sekcja specjalna (Law & Order: Special Victims Unit) | Sondra Vaughn           |
| 2015      | Sposób na morderstwo (How to Get Away with Murder)                     | Tanya Randolph          |
| 2015      | Tajemnice Laury (The Mysteries of Laura)                               | Cecilia Burke           |
| 2016      | Code Black: Stan krytyczny (Code Black)                                | Shawna Jacobson         |
| 2018      | Bibliotekarze (The Librarians)                                         | Karla                   |
| 2019      | Agenci T.A.R.C.Z.Y. (Agents of S.H.I.E.L.D.)                           | Altarah                 |
| 2019      | Limetown                                                               | Gina Purri              |
| 2019–2022 | Roswell, w Nowym Meksyku (Roswell, New Mexico)                         | Mimi DeLuca             |
| 2019–2024 | Good Trouble                                                           | Lena Adams Foster       |
| 2020      | Trzy dni Kondora (Condor)                                              | senator Thrush          |
| 2020–2021 | Chirurdzy (Grey’s Anatomy)                                             | Allison Robin Brown     |
| 2020–2022 | Locke & Key                                                            | Ellie Whedon            |
| 2022      | Prawo i porządek: sekcja specjalna (Law & Order: Special Victims Unit) | Cressida „Cress” Gordon |